# 田原山
田原山（たわらやま）は、大分県北東部の豊後高田市および杵築市にある標高542mの山である。鋸歯状の山容から別名鋸山（のこぎりさん、のこぎりやま）とも呼ばれる。

## 概要
国東半島の付け根に位置する山で、山頂には鋸の歯のように凹凸のある尾根が長く連なる。山頂からの視界は開けており、南側に由布岳、鶴見岳や、別府湾、別府市街、大分市街を望み、北側には周防灘を望む。豊後高田市と杵築市の市境にあたり、合併前は、豊後高田市、旧西国東郡大田村、旧速見郡山香町の3市町村の境が接していた。
標高はそれほど高くないものの、鋸歯状の岩塊に掛けられた鎖などを使って登り降りする箇所も多く、登山の面白みが味わえることと、山頂からの眺望が良好であることなどから、幅広い登山者に人気があり、九州百名山及び大分百山に選定されている。
西側（豊後高田市側）の中腹には国の重要文化財、史跡に指定された熊野磨崖仏がある。また、中世には北方の尾根に大友氏分家の田原氏の居城、田原山城が築かれていた。

## 交通
- JR九州日豊本線中山香駅から車で約10分（登山口まで）